# Sinodal de Aguilafuente

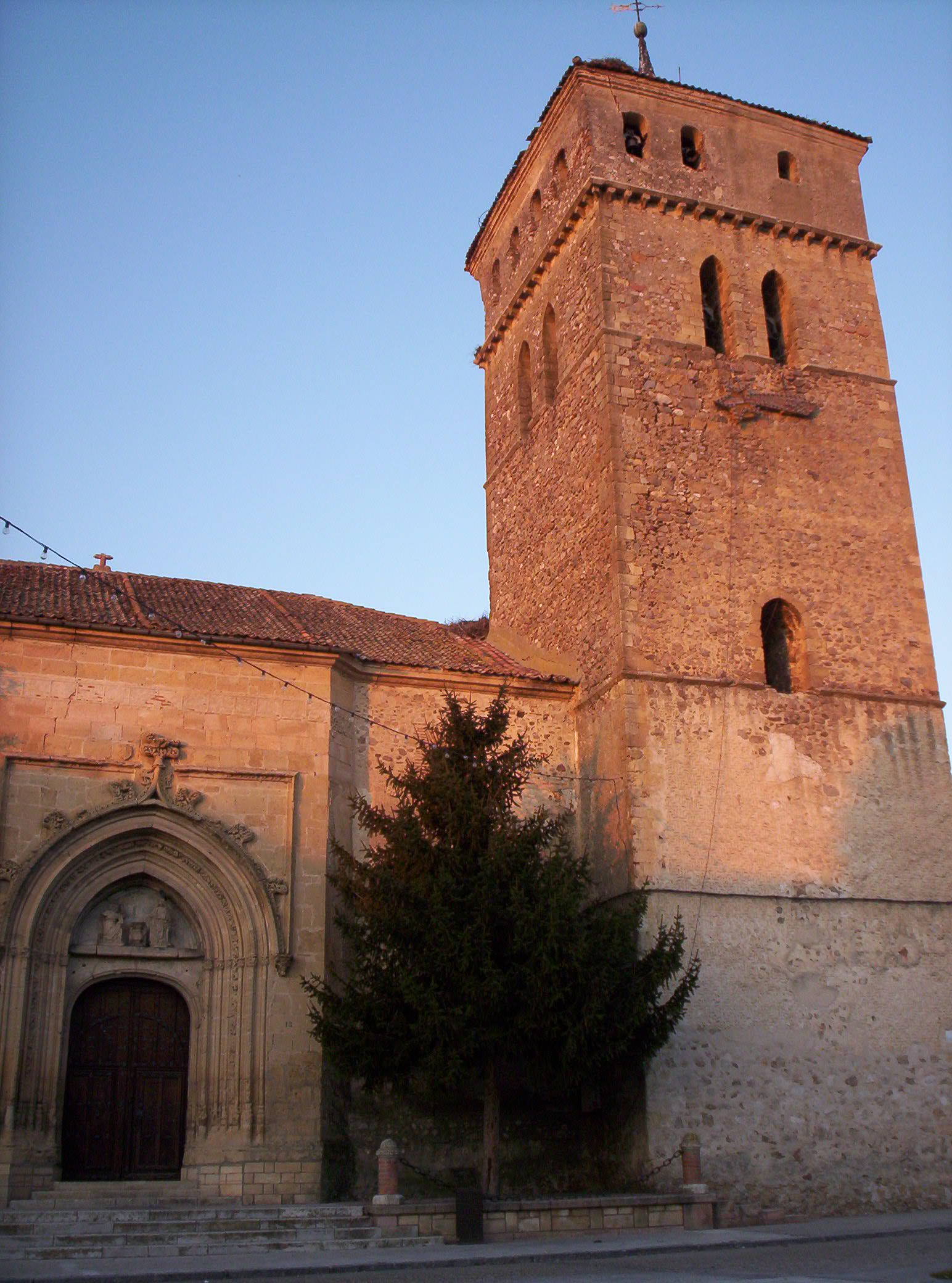
Església de Santa María de Aguilafuente.

El "Sinodal de Aguilafuente" es considera el primer llibre (incunable) imprès a Espanya, l'any 1472. Conté les actes i documents complementaris del sínode diocesà que va tenir lloc a Aguilafuente (Segòvia) al juny d'aquest mateix any, sobre assumptes molt diversos, encaminats a la reforma del clergat.
El bisbe de Segòvia Juan Arias Dávila va demanar que els documents del sínode anessin reproduïts amb l'innovador mètode de la impremta per l'impressor Johannes Parix de Heidelberg. Aquest va ser el motiu pel qual la impremta de Gutenberg arribés a aquesta localitat espanyola curiosament el 1472, abans que a Barcelona (1473), València (1473), Sevilla (1477) o Salamanca (1488), ciutats més importants i desenvolupades que Segòvia al segle xv.
L'únic exemplar que es conserva es troba a l'Arxiu Catedralici de Segòvia, i va ser descobert el 1930 pel canonge arxiver de la catedral de Segòvia, Cristino Valverde. En l'actualitat es recrea anualment l'ambient històric del Sínode d'Aguilafuente, que utilitza com a escenari la localitat, i com a personatges els seus propis habitants, que intenten traslladar-se al segle xv.

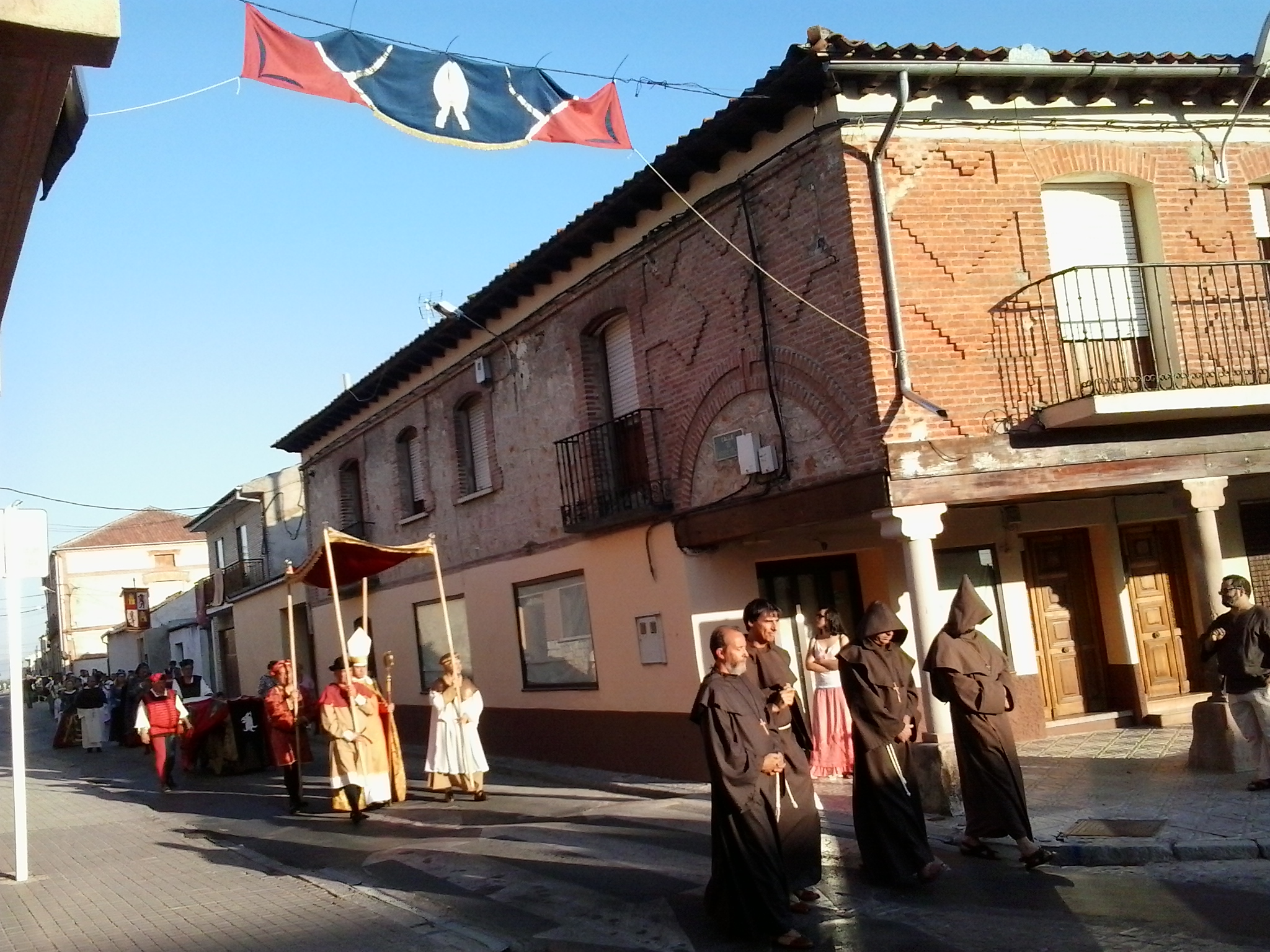
Comitiva del Sinodal, durant la representació de l'any 2015.